# موکاتا

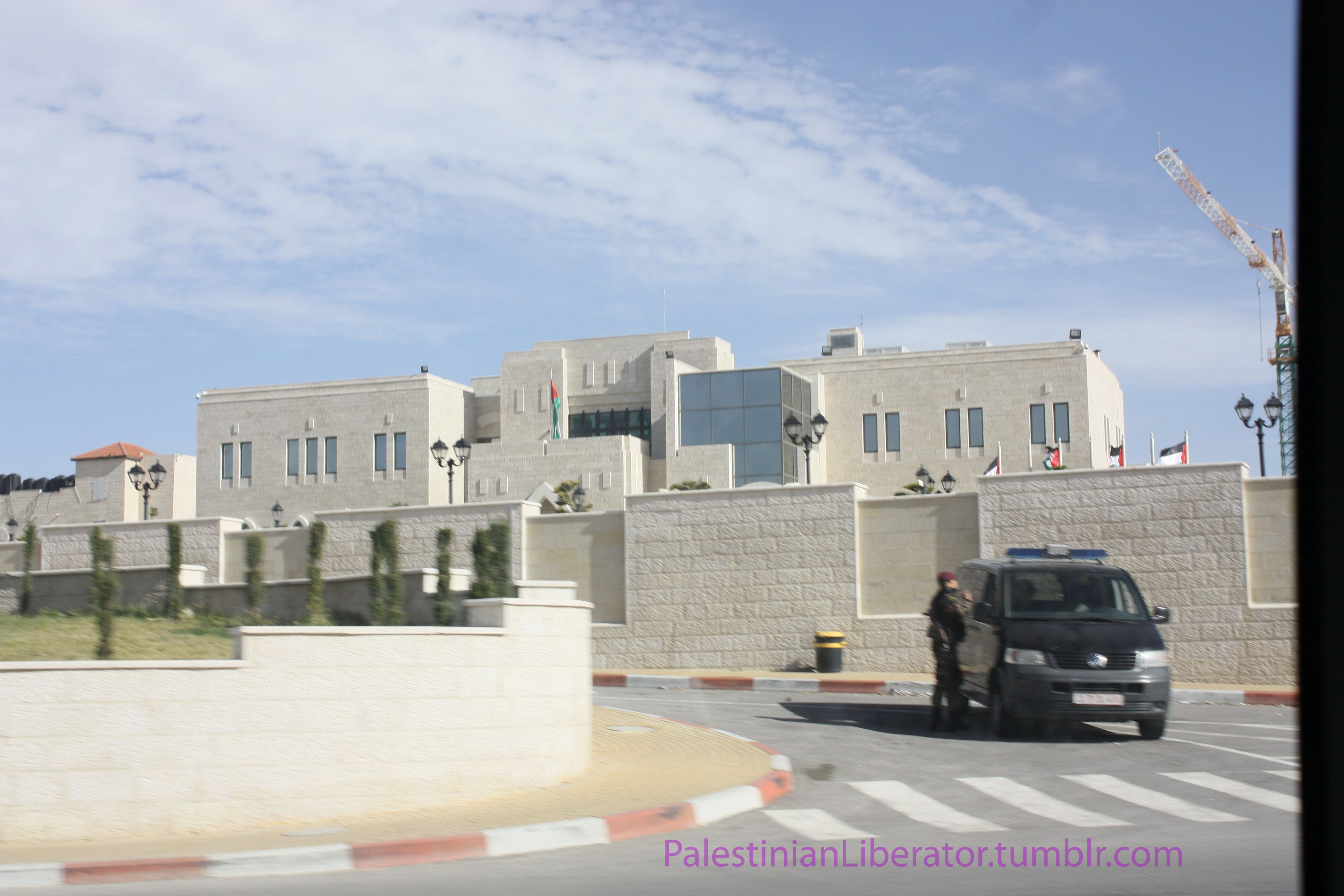
موکاتا در رام‌الله، ۲۰۱۳

موکاتا (عربی: مقاطعة‎) شناخته می‌شود، یک کلمه عربی برای ستاد یا مرکز اداری است، به ویژه در فلسطین. قلعه‌های موکاتا عمدتاً در دوران قیمومت بریتانیا به عنوان دژهای تگارت ساخته شدند و هم به عنوان مراکز دولتی بریتانیا و هم به عنوان محل سکونت کارکنان اداری بریتانیا مورد استفاده قرار می‌گرفتند. برخی از موکاتاها شامل کلانتری‌ها و زندان‌ها نیز می‌شدند. پس از خروج بریتانیایی‌ها، ساختمان‌ها اغلب تحت حاکمیت اردنی‌ها و سپس اسرائیلی‌ها به‌طور مشابه عمل می‌کردند.
پس از پیمان اسلو، از المکاتاس به عنوان دفاتر دولتی و مقر تشکیلات خودگردان فلسطین استفاده شد. مقرهای رام‌الله و غزه، دو شهر بزرگ فلسطین، همچنین به عنوان مقر رهبری عالی‌رتبه تشکیلات خودگردان فلسطین، از جمله دفتر یاسر عرفات، رئیس طولانی‌مدت تشکیلات خودگردان فلسطین، مورد استفاده قرار می‌گرفتند.

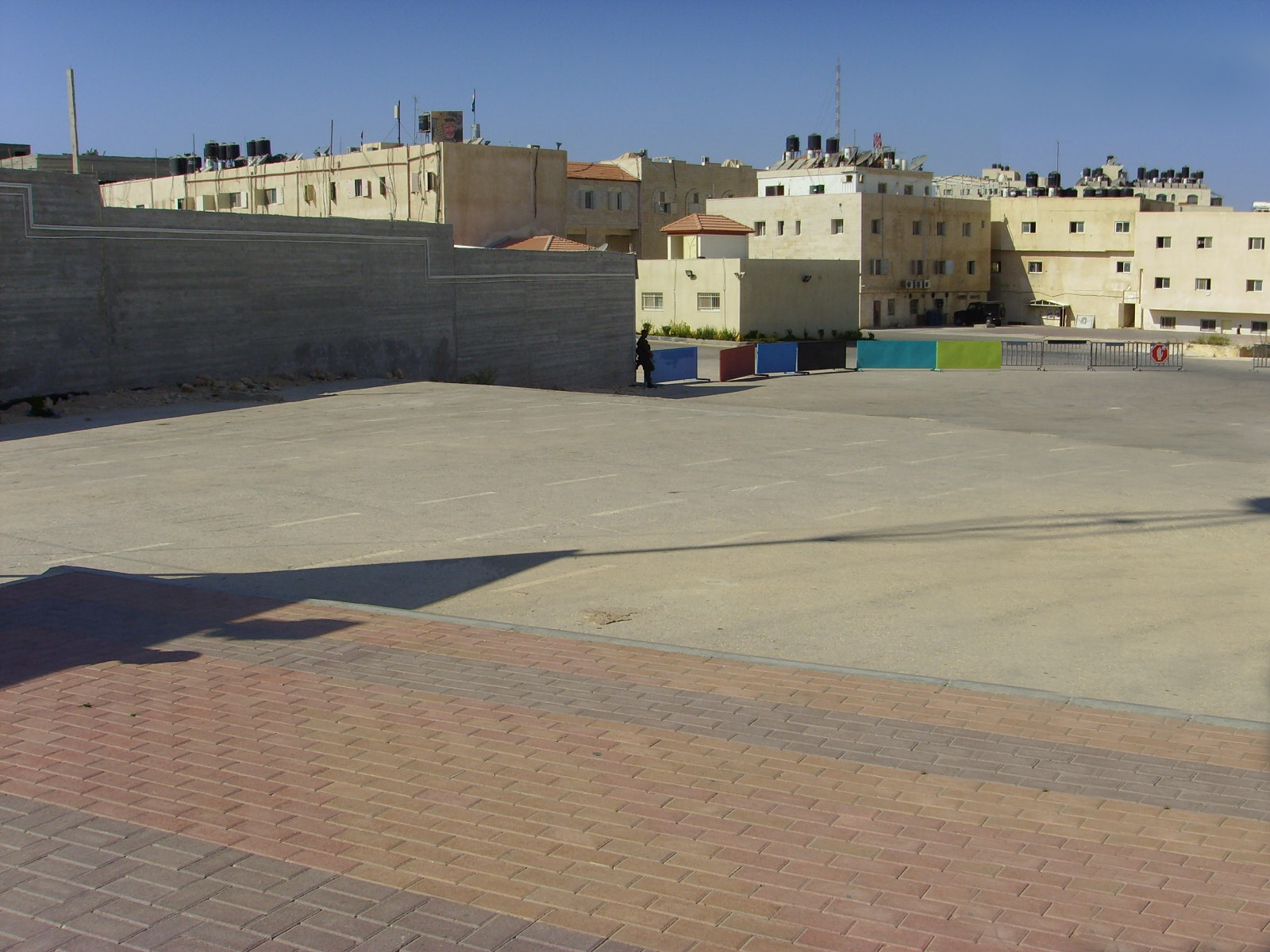
موکاتا با ستاد رئیس سازمان آزادی‌بخش فلسطین، ۲۰۰۷

در جریان عملیات دیوار دفاعی در آوریل ۲۰۰۲، نیروهای دفاعی اسرائیل به موکاتاها در کرانه باختری حمله کردند. برخی از موکاتاها، از جمله موکاتا در الخلیل، کاملاً تخریب شدند.

## مجتمع عرفات
موکاتا در رام‌الله، که در دهه ۱۹۳۰ در دوران قیمومیت بریتانیا توسط مهندس بریتانیایی، سر چارلز تگارت، ساخته شد، یک ستاد نظامی، دادگاه و زندان بود. در ماه مه ۱۹۴۸، اردن کنترل آنجا را به دست گرفت و دوباره از این مجموعه به عنوان زندان و محل اقامت افسران ارتش اردن و خانواده‌هایشان استفاده کرد. از زمان اشغال در سال ۱۹۶۷، این مکان مقر نظامی اسرائیل بود، تا زمان تأسیس تشکیلات خودگردان فلسطین در سال ۱۹۹۴. در سال ۱۹۹۶، عرفات به آنجا نقل مکان کرد و المقطه به عنوان مقر رسمی در کرانه باختری، که به عنوان مجتمع عرفات شناخته می‌شود، تبدیل شد.

### محاصره توسط اسرائیل در مارس ۲۰۰۲
در ۲۹ مارس ۲۰۰۲، نیروهای دفاعی اسرائیل در جریان عملیات دیوار دفاعی به این مجتمع حمله کرده و آن را محاصره کردند. ارتش اسرائیل دفاتر سه سرویس امنیتی، به همراه یک مهمانخانه ویژه، یک زندان، خوابگاه نگهبانان، یک آشپزخانه بزرگ، یک تعمیرگاه خودرو و یک سالن اجتماعات بزرگ را ویران کرد.
محاصره در تاریخ ۲ مه پس از آن برداشته شد که شش مرد تحت تعقیب اسرائیل - که چهار نفر از آنها به جرم دست داشتن در ترور وزیر گردشگری اسرائیل، رحبعام زئیفی، در اکتبر ۲۰۰۱ محکوم شده بودند - به زندانی در اریحا منتقل شدند تا تحت مراقبت نگهبانان آمریکایی و بریتانیایی قرار گیرند. این طرح که با میانجیگری آمریکا ارائه شد، به اسرائیل این امکان را می‌داد که از خشمگین کردن ایالات متحده به دلیل تصمیم کابینه اسرائیل مبنی بر جلوگیری از بررسی ادعاهای مربوط به اقدامات ارتش اسرائیل در اردوگاه پناهندگان جنین در طول نبرد جنین توسط یک هیئت حقیقت‌یاب سازمان ملل، خودداری کند. اگرچه ارتش از این مجتمع عقب‌نشینی کرده بود، اما شهرها و اردوگاه‌های پناهندگان در کرانه باختری همچنان در محاصره نیروهای اسرائیلی بودند.

### محاصره ۶ ژوئن ۲۰۰۲
در ۶ ژوئن ۲۰۰۲، نیروهای دفاعی اسرائیل پس از حمله به مقر فرماندهی با تانک، بولدوزر و خودروهای زرهی، محاصره جدیدی را اجرا کردند. ساختمان دفتر عرفات، علاوه بر بخش‌های دیگر مجتمع، تا حدودی تخریب شد. این حمله تلافی یک بمب‌گذاری انتحاری بود که توسط جهاد اسلامی انجام شده بود.
در حالی که عرفات در حال تشکیل کابینه جدید بود، ارتش اسرائیل پنج روز بعد با حمایت جرج دابلیو. بوش، رئیس‌جمهور آمریکا، محاصره مقر او را تشدید کرد. کاخ سفید درخواست مصر برای تعیین جدول زمانی سریع برای تشکیل کشور فلسطین را رد کرد و بوش اشاره کرد که برگزاری کنفرانس بین‌المللی بسیار دور از ذهن است، «زیرا هیچ‌کس به دولت نوظهور فلسطین اعتماد ندارد.»

### محاصره سپتامبر ۲۰۰۲

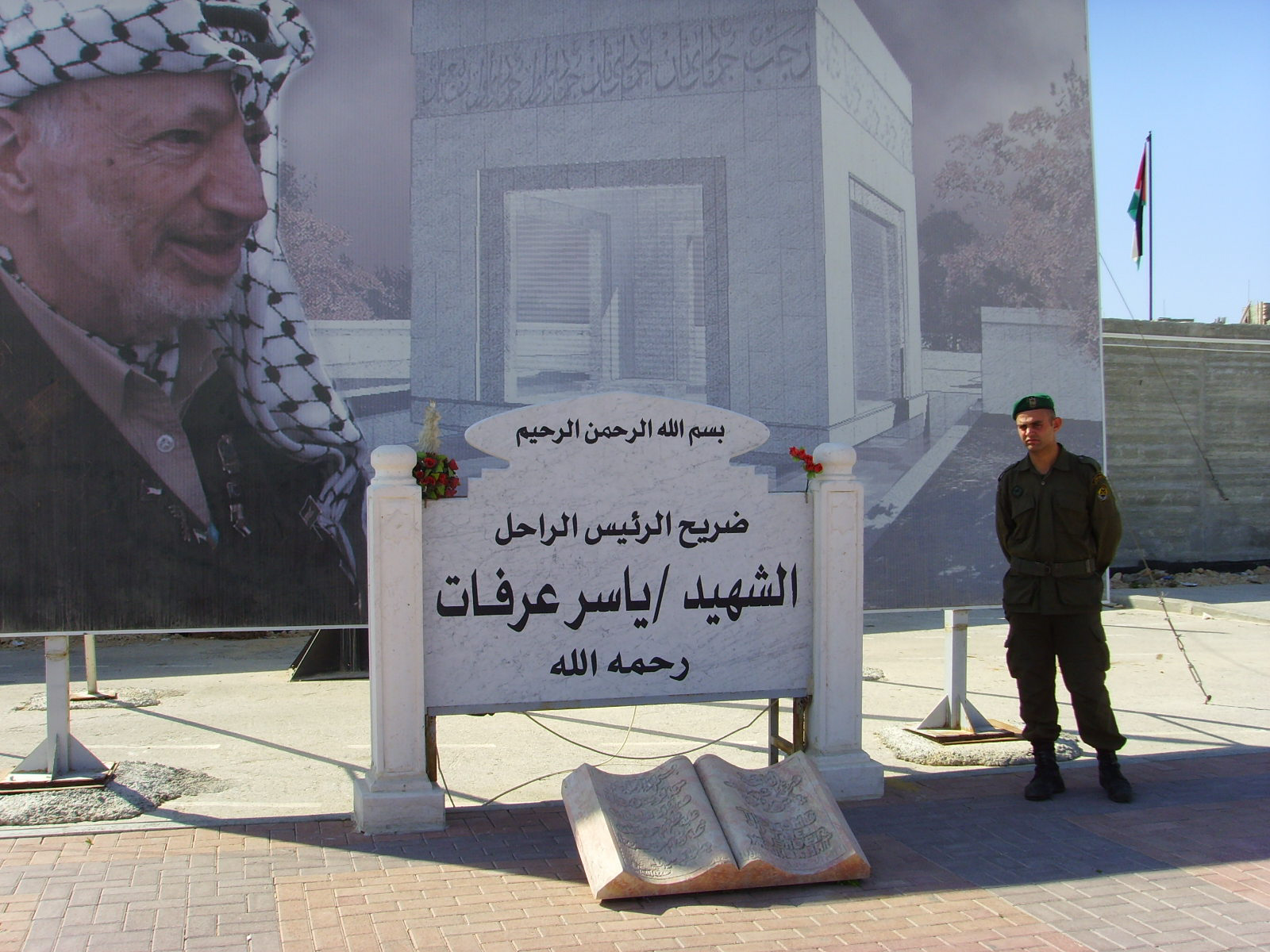
مقبره یاسر عرفات، که در زمان ساخت مقبره او با پوستر پوشانده شده بود

پس از یک بمب‌گذاری انتحاری در تل‌آویو در ۱۹ سپتامبر ۲۰۰۲، المکاتا دوباره تحت محاصره قرار گرفت. طی ده روز بعد، نیروهای دفاعی اسرائیل تمام ساختمان‌هایی را که از محاصره‌های قبلی جان سالم به در برده بودند، از جمله ساختمان اصلی وزارت کشور، با بولدوزر و مواد منفجره ویران کردند. تنها بخشی از ساختمانی که عرفات و افرادش در آن اقامت داشتند، باقی مانده بود.
این محاصره، حمایت فلسطینی‌ها از یاسر عرفات را دوباره برانگیخت. در ۲۴ سپتامبر ۲۰۰۲، شورای امنیت سازمان ملل خواستار پایان محاصره شد، اما اسرائیل این قطعنامه را نادیده گرفت.
تریه رود لارشن، معاون دبیرکل سازمان ملل متحد و یکی از معماران پیمان اسلو، در ۲۷ سپتامبر گفت: «محاصره یاسر عرفات توسط ارتش اسرائیل در میان ویرانه‌های مجتمع ریاست جمهوری تخریب‌شده‌اش می‌تواند به معنای «مرگ» امیدها برای تشکیل یک کشور فلسطینی و توافق صلح باشد.» او به مرگ احتمالی راه‌حل دو کشور اشاره کرد و گفت: «ما در جهت تخریب کشور حرکت می‌کنیم و نه دولت‌سازی».
در ۱۱ سپتامبر ۲۰۰۳، کابینه امنیتی اسرائیل تصمیم گرفت عرفات را که هنوز در مجتمع محاصره شده باقی مانده بود، «برکنار» کند. در بیانیه‌ای آمده است: «رویدادهای روزهای اخیر بار دیگر ثابت کرد که یاسر عرفات مانعی کامل بر سر راه هرگونه روند آشتی است… اسرائیل برای رفع این مانع به شیوه، زمان و روش‌هایی که جداگانه در مورد آنها تصمیم گرفته خواهد شد، اقدام خواهد کرد…» این مجتمع تا زمان انتقال عرفات در اکتبر ۲۰۰۴ برای مراقبت‌های پزشکی در یک بیمارستان فرانسوی، تحت محاصره باقی ماند.

### محل دفن موقت عرفات

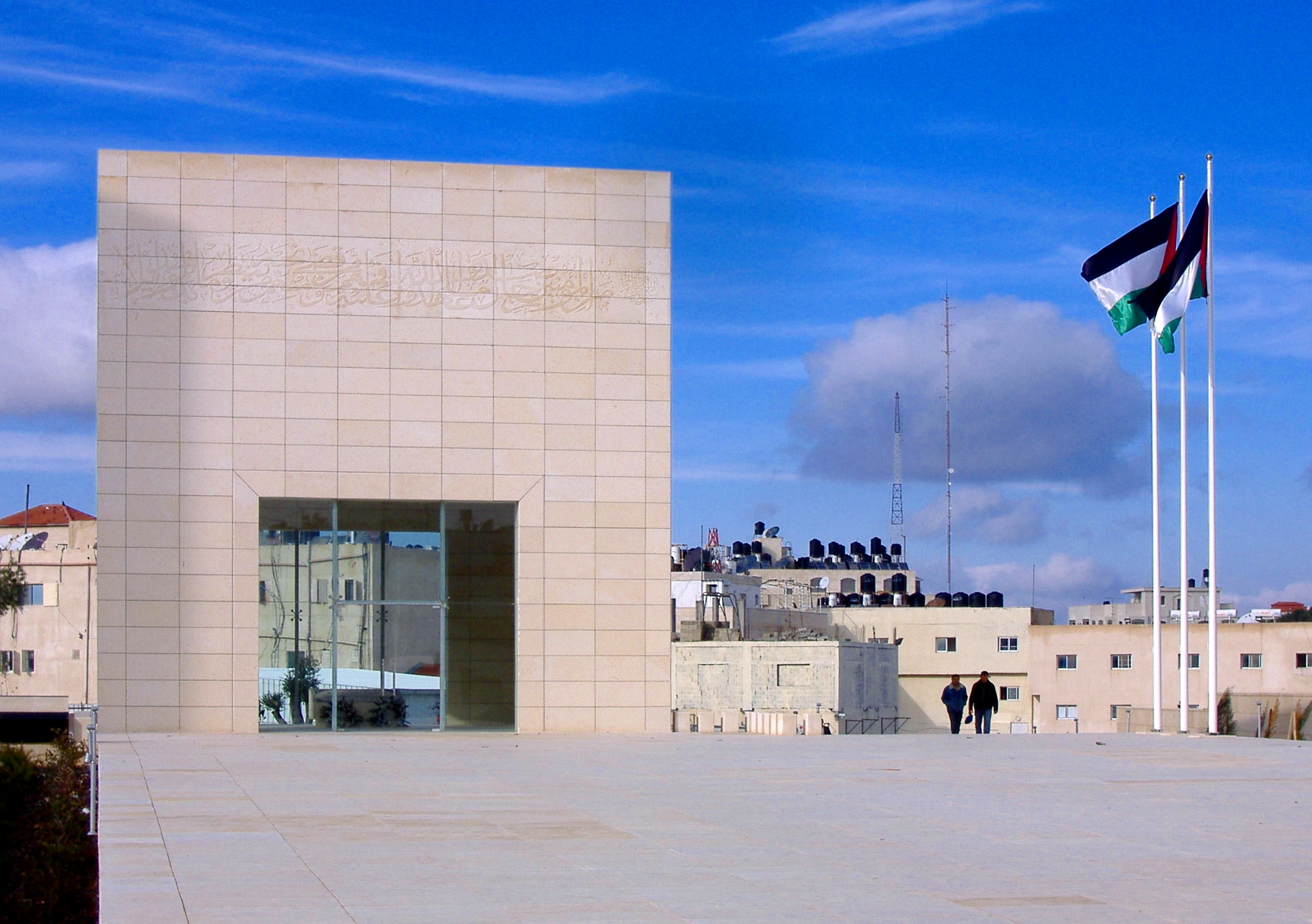
آرامگاه عرفات، امروز

در روزهای آغازین ماه نوامبر، زمانی که مشخص شد مرگ او نزدیک است، از چندین مکان به عنوان محل دفن احتمالی او نام برده شد. اورشلیم اولین انتخاب بود، اما آریل شارون، نخست‌وزیر اسرائیل، گفت که اجازه این کار را نخواهد داد.
پس از مرگ عرفات در ۱۱ نوامبر ۲۰۰۴، رهبری فلسطین تصمیم گرفت که او را «موقتاً» در محوطه المقطع به خاک بسپارند تا پس از تأسیس دولت فلسطین و انتقال جسدش به محوطه قبةالصخره در کوه معبد در اورشلیم، این کار انجام شود. برنامه‌های مربوط به تدفین عرفات در موکاتا لغو شد، زیرا هزاران عزادار احساساتی، نیروهای امنیتی فلسطینی را تحت الشعاع قرار دادند. عرفات در ۱۲ نوامبر، به‌طور موقت، در داخل این مجتمع دفن شد. در ۱۱ نوامبر ۲۰۰۷، مقبره‌ای بزرگتر با سنگ‌های اورشلیم که توسط معماران فلسطینی طراحی شده بود، به روی عموم گشوده شد. پیام روی مقبره حاکی از آن بود که در صورت کنترل فلسطین، محل دفن نهایی عرفات در اورشلیم خواهد بود.